# NGC 2169
NGC 2169 ist die Bezeichnung eines offenen Sternhaufens im Nordteil des Sternbilds Orion. NGC 2169 hat einen Winkeldurchmesser von 6 Bogenminuten und eine Helligkeit von 5,9 mag.
Mit einem Alter von nur 120 Millionen Jahren ist NGC 2169 sehr kompakt und enthält auch noch die relativ kurzlebigen und leuchtkräftigen B-Sterne.
NGC 2169 wurde vermutlich zum ersten Mal von Giovanni Battista Hodierna gegen 1654 beschrieben; William Herschel entdeckte ihn unabhängig am 12. Oktober 1782. Die Gestalt des Haufens erinnert sehr stark an die Zahl 37.